# Oued Beht

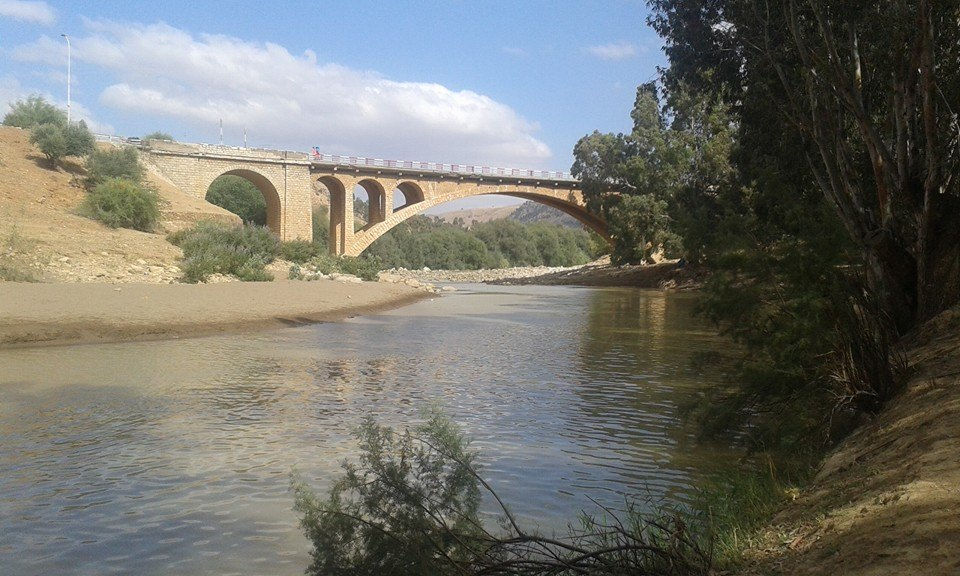
Rivière Baht

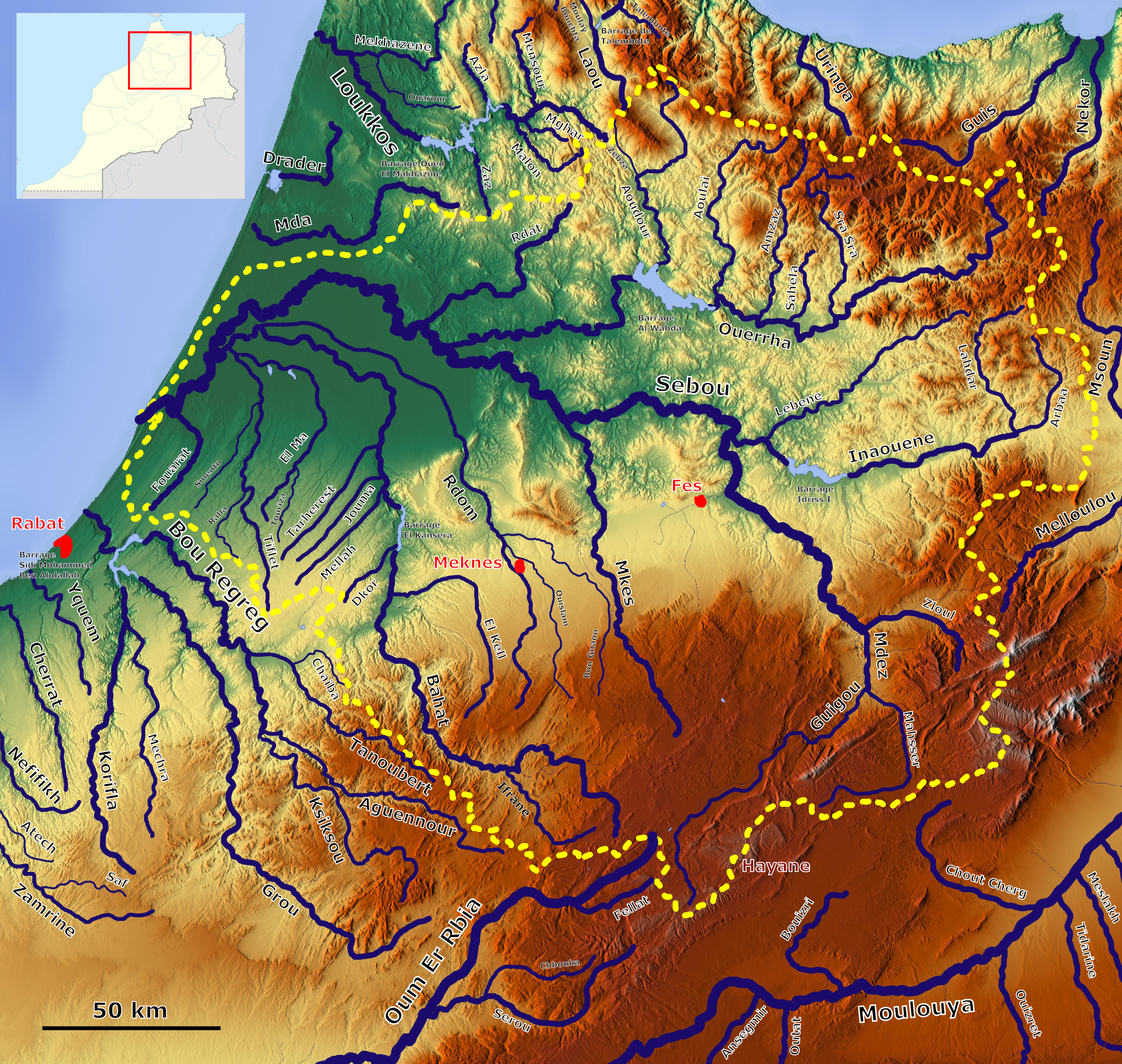
Le bassin versant du fleuve Sebou avec l'oued baht (en bas à gauche du au centre)

L'Oued Baht est un cours d'eau au Maroc qui est un affluent du fleuve Sebou. Également connu sous le nom d'Oued Beht, ce fleuve prend sa source dans la chaîne de montagnes du Moyen Atlas. L'Oued Beht est retenu par le barrage d'irrigation d'El Kansera à environ 20 kilomètres au sud de Sidi Slimane .

## Histoire naturelle
Dans les parties supérieures du bassin versant du Moyen Atlas se trouve l'aire de répartition préhistorique du macaque de Barbarie, un primate en voie de disparition, qui avait à l'époque préhistorique une aire de répartition beaucoup plus vaste en Afrique du Nord.

## Histoire
Des fouilles archéologiques ont mis en évidence une économie agricole à part entière, témoignant de liens ibériques importants, qui prospéra dans l'aire d'Oued Beht durant le Néolithique final régional, vers 3400-2900 av. J.-C.